# ルドルフィヌム
座標: 北緯50度05分24秒 東経14度24分58秒 / 北緯50.090度 東経14.416度

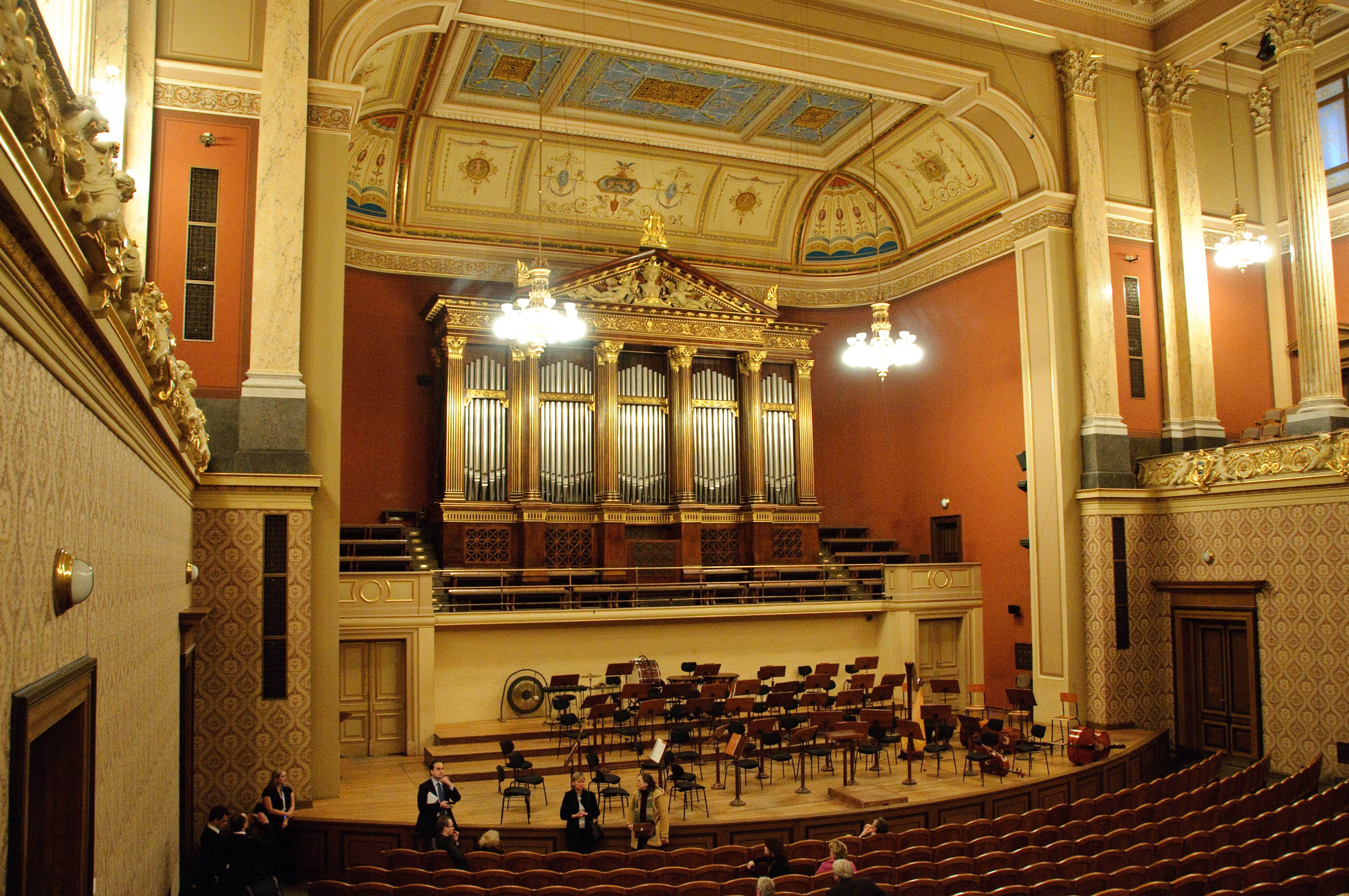
ルドルフィヌム内のドヴォルザーク・ホール

ルドルフィヌム（Rudolfinum）は、チェコのプラハにある音楽公会堂である。プラハにあるネオ・ルネサンス様式の建築物群の中でもっとも重要な建築物の一つである。ヴルタヴァ川右岸に位置するヤン・パラフ広場 (Náměstí Jana Palacha) の中にある。何十年にもわたってチェコ・フィルハーモニー管弦楽団の本拠地であり、毎年5月と6月に開催されるプラハの春音楽祭では主要な開催地の一つとなっている。
設計はボヘミア人建築家ヨセフ・ジテクとその弟子であったヨセフ・シュルツによるもの。1885年2月8日にこけら落としを迎え、これを主催したオーストリア皇太子ルドルフに敬意を表して「ルドルフィヌム」と命名された。
ルドルフィヌム内にあるドヴォルザーク・ホールは、ヨーロッパのコンサートホールの中では最古のものの一つであり、音響効果の面でよく名前を知られている。1896年1月4日、ここでチェコ・フィルハーモニー管弦楽団の最初期の演奏会が開かれた。アントニン・ドヴォルザークの指揮によるものだった。
建物内には他にも、主にコンテンポラリー・アートに焦点を当てたルドルフィヌム・ギャラリーがある。主な展示物には、フランチシェク・ドルチコルの「Photographer, Painter, Mystic」（1998年）、シンディ・シャーマンの「Retrospective」（1998年）、ユルゲン・クラウケ (Jürgen Klauke) の「Side Effect」（1998年）、「Czech Photography 1840-1950」（2004年）、アンネリース・シュトルバ (Annelies Štrba) の2005年作品、ネオ・ラオホ (Neo Rauch) の「Neue Rollen」（2007年）、「Uncertain States of America」（2007-2008年）、ゴットフリート・ヘルンヴァインの「Angels Sleeping」（2008年）などがある。